# Shahar Zubari
Shahar Zubari, né le 1er septembre 1986 à Eilat, est un marin israélien. Il a gagné une médaille de bronze en voile dans la catégorie du "Neil Pryde RS:X" aux Jeux olympiques de Pékin en 2008.

## Réalisations
| Année | Tournoi                                 | Résultat |
| ----- | --------------------------------------- | -------- |
| 2007  | Pré-championnat olympique, France       | 2e       |
| 2007  | Championnats d'Europe, Chypre           | 6e       |
| 2007  | Championnats du Monde, Portugal         | 8e       |
| 2008  | Championnats du Monde, Nouvelle-Zélande | 3e       |
| 2008  | Jeux olympiques, Chine                  | 3e       |
| 2009  | Championnats d'Europe, Israël           | 1er      |
| 2010  | Championnats d'Europe, Pologne          | 1er      |
| 2013  | Coupe du monde ISAF, Chine              | 1er      |
| 2013  | Championnats d'Europe, France           | 2e       |
| 2018  | Championnats d'Europe, Pologne          | 3e       |
| 2020  | Championnats d'Europe, Portugal         | 1er      |